# Fritte Friberg
Eric "Fritte" Friberg, född 7 augusti 1951, är en svensk skådespelare, underhållare och skribent.
Friberg är framför allt känd från TV-serien Helt apropå, som belönades med Guldrosen och Humorpriset i Montreux 1987 samt Emmy-nominerades samma år i New York. Han har en bakgrund som lundaspexare och är även utbildad jurist.
Friberg arbetade främst som företagsutbildare och varumärkeskonsult. Han har bland annat varit chef för Öresundsregionen hos Berghs School of Communication. Han är internationellt belönad för dokumenterat effektiv utbildning inom marknadsföring av Linkage Inc. med en så kallad Vision Award i Chicago år 2000.
Fribergs näsa finns avgjuten och upphängd till beskådan i Nasoteket  på Café Athen i Lund. Den har ordningsnummer 35.
Friberg medverkade även i Rakt ner i fickan på Nöjesteatern 2016, tillsammans med de tidigare Helt apropå-medlemmarna Kryddan Peterson och Lotta Thorell.
Friberg blev som Båstadsbo skribent i tidningen Bjäreliv, och var även från 2019 och tre år framåt krönikör på Helsingborgs Dagblad.

## Filmer och TV-program
- 1985 – Helt apropå (TV-serie) (till och med 1992)
- 1986 – The Prize (TV-program, vann guldrosen i Montreux)
- 1991 – Rosenholm (TV-serie)
- 1994 – Döda danskar räknas inte (TV-serie)
- 1998 – Blinka lilla stjärna